# Reclaiming
Reclaiming (anteriormente denominada Reclaiming Collective) é uma comunidade internacional de mulheres e homens que trabalham para unificar o espiritualismo baseado na natureza e o activismo político. Reclaiming foi fundado no meio do Movimento de Paz e o Movimento Anti-nuclear, no final da década de 70 e início da década de 80, focando-se no activismo económico, ambiental, político e social progressivo.
A abordagem espiritual da Reclaiming  baseia-se na religião e magia da Deusa que é entendida como a força vital iminente, e, não como uma divindade transcendental. Tealogicamente, Reclaiming é muito diversa. O fio comum é uma adoração e defesa activa da Terra. Os ensinamentos e rituais focam-se no apoio a indivíduos e comunidades para tomarem acções
Reclaiming teve a sua origem na década de 1980, em São Francisco, através das influências do poesia de Victor Anderson e da Tradição Feri de Cora Anderson, da Tradição Diânica ensinada por Zsuzsanna Budapest, do feminismo e do anarquismo, movimentos de paz e ambiental.
Entre os professores da tradição temos Starhawk, autora de The Spiral Dance e muitos outros; T. Thorn Coyle, autor de Evolutionary Witchcraft; Diane Baker, co-autora de Circle Round: Raising Children in the Goddess Tradition (1998) e M. Macha Nightmare, co-autora de The Pagan Book of Living and Dying.
Actualmente, Reclaiming tem diversas comunidades afiliadas dos Estados Unidos da América, Canadá e Europa. Acampamentos de uma semanas chamados de Witchcamps junta os praticantes de Reclaing de uma dúzia de regiões. Aulas, tais como, "Elements of Magic" "Rites of Passage" e "Iron Pentacle" ("Magia dos Elementos" "Ritos de Passagem" and "Pentáculo de Ferro") partilham habilidades práticas na emancipação pessoal e processo de grupo. Reclaiming tem também produzido diversos CDs de canções e cantos pagãos e publica a revista Reclaiming Quarterly.

## Críticas à Reclaiming
O paganismo da Reclaiming sofre algumas críticas de outros grupos e indivíduos neo-pagãos.
Uma das críticas é que os autores e pensadores da Reclaiming, tais como Starhawk, é que os homens são vistos predominamente como negativos, simplistas e fonte de problemas, particularmente nos textos iniciais. Actualmente, as tradições da Reclaiming  documenta que são neutros neste tema, e, os encontros e as acções políticas podem ser presenceados por homens. Apesar disso a crítica mantém-se devido às figuras centrais nunca se terem pronunciado relativamente aos textos com ideias androfóbicas mesmo que a maioria dos envolvidos na comunidade da Reclaiming serem homens.
Existem críticas em relação às práticas de rituais nos "Witchcamps" e noutros eventos nos quais as divindades e aspectos masculinos são pouco representados nos rituais e mitos escolhidos para os "temas" dos acampamentos.  Outras críticas é as regras de conduta são algumas vezes diferenciadas entre homens e mulheres, e, devem ficar circunspectos nas suas participaçoes nos rituais e actividades da comunidade.